# 櫛引町 (さいたま市)
櫛引町（くしひきちょう）は、埼玉県さいたま市の町名。現行行政地名は櫛引町一丁目及び櫛引町二丁目。櫛引町一丁目が大宮区、櫛引町二丁目が北区に属する。いずれも住居表示未実施地区。郵便番号は330-0851（一丁目）、331-0825（二丁目）。

## 地理
さいたま市中北部の大宮台地上に位置し、町域の西部から東部に向かって緩やかに傾斜している。切敷川を挟んだ大成町と同様に南北に細長い町域を有し、町域の中央を櫛引通が縦断する。大成町、北区日進町、大宮区上小町・三橋と隣接する。地内は市街化区域で主に住宅地（第一種住居地域）である。

### 地価
住宅地の地価は2015年（平成27年）1月1日の公示地価によれば大宮区櫛引町1丁目582番8の地点で17万9000円/m2、北区櫛引町2丁目453番3の地点で15万4000円/m2となっている。

## 歴史
もとは江戸期より存在した武蔵国足立郡大宮領に属する櫛引村で、古くは中世末期頃より存在した高鼻荘に属していた。櫛引は『武蔵国田園簿』や『元禄郷帳』では串引とも称された。村高は正保年間の『武蔵田園簿』では150石（田51石余、畑98石余）、『元禄郷帳』では150石、『天保郷帳』では227石余であった。助郷は中山道大宮宿に出役していたが、正徳・安永年間は日光御成街道大門宿にも出役していた。化政期の戸数は40軒で、村の規模は東西3町、南北15町余であった。
- はじめは幕府領、なお村内に当たる領域は1614年（慶長19年）より知行は旗本安藤氏[8]。なお、検地は1643年（寛永20年）に実施[9]。
- 1828年（文政11年）より大宮宿寄場55か村組合に所属していた[8]。
- 幕末の時点では足立郡に属し、明治初年の『旧高旧領取調帳』の記載によると、安藤次右衛門の知行[10]。
- 1868年（慶応4年）6月19日 - 武蔵知県事・山田政則（忍藩士）の管轄となる。
- 1869年（明治2年） 
  - 1月13日 - 武蔵知県事・宮原忠英の管轄区域に大宮県を設置、同県の管轄となる。県庁は東京府馬喰町に置かれる。
  - 9月29日 - 県庁が浦和に置かれ浦和県に改称。
  - 12月2日 - 旗本領が上知され、浦和県の管轄となる（府藩県三治制も参照）。
- 1871年（明治4年）11月13日 - 第1次府県統合により埼玉県の管轄となる。
- 1879年（明治12年）3月17日 - 郡区町村編制法により成立した北足立郡に属す。郡役所は浦和宿に設置。
- 1889年（明治22年）4月1日 - 町村制施行に伴い、大成村が上内野村、西内野村、櫛引村、西谷村、上加村、下加村、と合併して日進村となる[11]。日進村の大字櫛引となる。
- 1925年（大正14年） - 地内に大宮町立工業学校（現、埼玉県立大宮工業高等学校、現在の所在地はさいたま市北区本郷町）が開校する[8][12]。
- 1940年（昭和15年）11月3日 - 日進村が北足立郡大宮町・宮原村・大砂土村・三橋村と合併し、市制施行により大宮市となる[13]。大宮市の大字となる。
- 1947年（昭和22年） - 地内に大宮市立第三中学校（現さいたま市立日進中学校）が開校する。
- 1950年（昭和25年）2月28日 - 地内に日進幼稚園が開園する[14]。
- 1956年（昭和31年）11月1日 - 大字櫛引の一部が分割され、桜木町四丁目の一部となる[15][8]。
- 1958年（昭和33年）7月10日 - 区画整理の実施により、大宮市大字櫛引、下加、大成の各一部から櫛引町一丁目及び二丁目が成立[15][8]。
- 1959年（昭和34年）4月20日 - 大字櫛引が三橋一丁目となる[16][8]。これにより大字櫛引は消滅する。
- 1975年（昭和50年）2月28日 - 地内に深井学園明和幼稚園が開園する[14]。
- 1987年（昭和62年）
  - 4月 - 地内に埼玉県立浦和通信制高等学校が、埼玉県立大宮中央高等学校と改称のうえ移転する。
  - 6月1日 - 地内に大宮市立西部図書館（現、さいたま市立大宮西部図書館）が開館する。
  - 8月24日 - 地内に大宮西郵便局が開局する。
- 2001年（平成13年）5月1日 - 大宮市が、浦和市、与野市と合併しさいたま市となり、さいたま市の町名となる。
- 2003年（平成15年）4月1日 - さいたま市が政令指定都市に移行し、一丁目は大宮区、二丁目が北区の所属となる。

### 櫛引村に存在していた小字
- 神明・宮前・宮後・宮下・三嶋下・三島[17]

### 地名の由来
丘が長く連なる高まりのことを「クシ」と呼んでいた。当地も台地由来の高まりが南北に長く連なっていて、その様子から地名が付けられたと思われている。

## 世帯数と人口
2017年（平成29年）9月1日現在の世帯数と人口は以下の通りである。
| 区     | 丁目         | 世帯数    | 人口     |
| ------ | ------------ | --------- | -------- |
| 大宮区 | 櫛引町一丁目 | 2,936世帯 | 6,617人  |
| 北区   | 櫛引町二丁目 | 2,184世帯 | 5,130人  |
| 計     | 計           | 5,120世帯 | 11,747人 |

## 小・中学校の学区
市立小・中学校に通う場合、学区（校区）は以下の通りとなる。
| 丁目         | 番地 | 小学校                 | 中学校                 |
| ------------ | ---- | ---------------------- | ---------------------- |
| 櫛引町一丁目 | 全域 | さいたま市立大成小学校 | さいたま市立大成中学校 |
| 櫛引町二丁目 | 全域 | さいたま市立日進小学校 | さいたま市立日進中学校 |

## 交通

### 鉄道
町内には鉄道は敷設されていない。日進駅・鉄道博物館駅・大宮駅が利用できる。

### 道路
- 埼玉県道216号上野さいたま線
- 埼玉県道2号さいたま春日部線 - 町域の最南端で掠める。
- 櫛引通り[4]
- 三橋公園通り[4]

## 施設

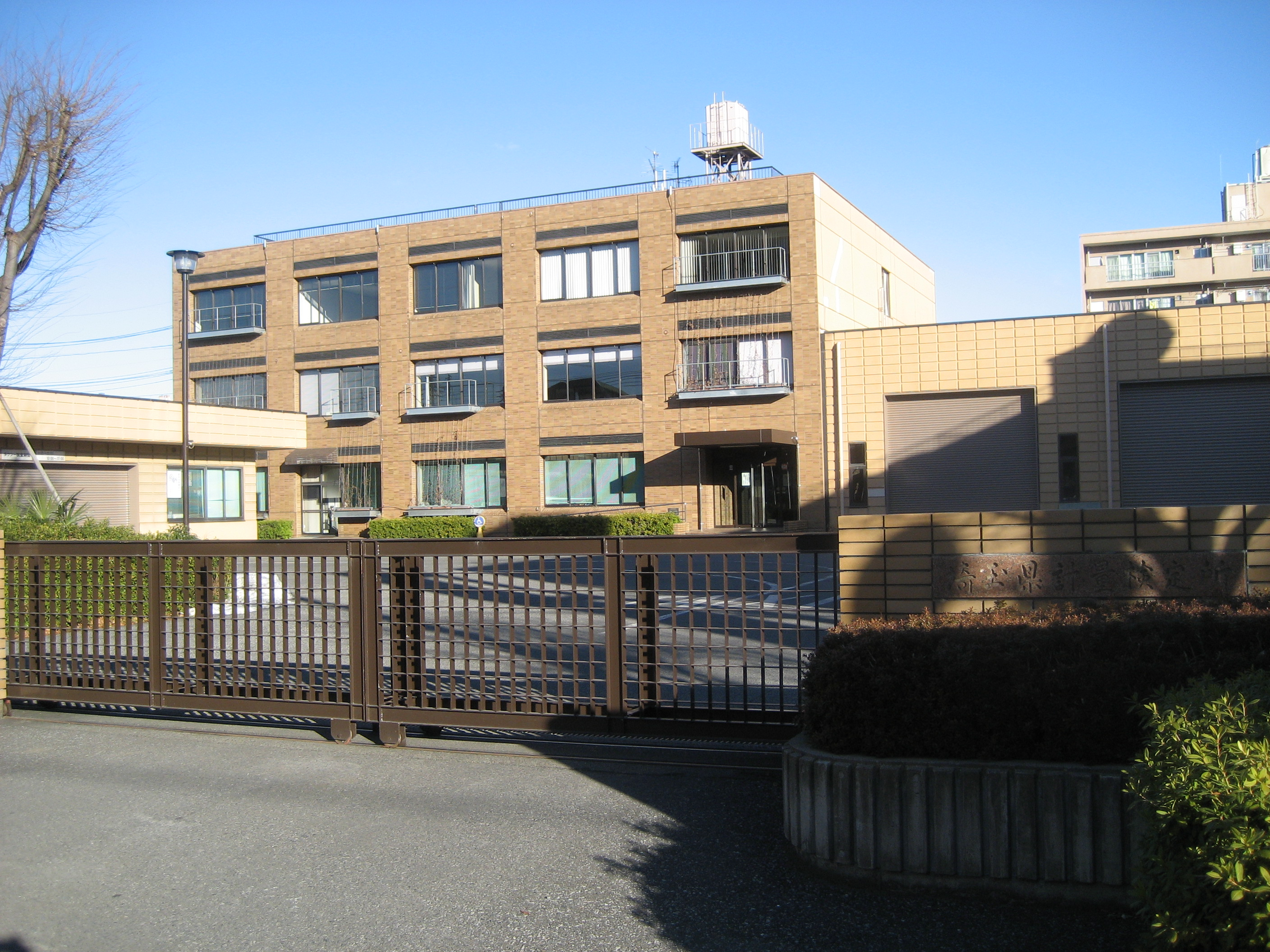
埼玉県計量検定所

- 埼玉県立大宮中央高等学校
- さいたま市立日進中学校
- さいたま市立大宮西部図書館
- 埼玉県立職業能力開発センター
- 日進幼稚園
- 明和幼稚園
- 大宮西郵便局
- 大宮櫛引郵便局
- 川口信用金庫大宮支店
- イオン大宮店
- 櫛引町一丁目自治会館
- 櫛引町二丁目自治会館
- 県営櫛引団地
- 天満宮
- 観音堂
- 氷川神社
- 櫛引公園
- 櫛引南公園
- 櫛引北公園
- 櫛引二丁目公園
- 大宮三島公園
- 熊野下公園
- 宮後公園